# Prestige, Paranoia, Persona Vol. 1
Prestige, Paranoia, Persona Vol. 1 er det sjette studiealbum fra den danske rapper L.O.C.. Albummet udkom den 23. marts 2012, et år efter udgivelsen af Libertiner. Efter at have udgivet sine tidligere albums på Virgin Records (EMI), udkom albummet på L.O.C.'s eget selskab SGMD, der er et akronym for SelvGjortMillionærDrøm. Albummet blev downloadet mere end 100.000 gange på udgivelsesdagen.
Det blev distribueret og markedsført af TDC og kunne downloades gratis af abonnenter på TDC Play, fra selskabets digitale platforme de første fem uger efter udgivelsen. Samtidig medvirkede L.O.C. i en reklamekampagne for TDC med titlen "Mit TDC". Beslutningen om udgive et album udenom et etableret pladeselskab som mellemled er ifølge L.O.C.: "For at fejre uafhængigheden skal folk have musikken foræret. Musikken betyder ingenting, før folk tager den til sig og lægger deres egne minder i den. Det handler om at skabe oplevelser. Jeg vil opleve musikken sammen med folk, og det er nemmere, når man ikke skal sælge et produkt." Han mener TDC i modsætningen til et pladeselskab kun fokuserer på musikkens værdi og ikke forsøger at "rage nogle penge til sig via pladesalget". L.O.C.'s samarbejde med TDC har fået Copenhagen Records' direktør Jakob Sørensen – der tidligere har arbejdet på EMI – til at udtale at rapperen har solgt sin sjæl til TDC, idet han mener selskabet kun er interesseret i den reklame L.O.C. kan generere.
I modsætning til Libertiner der tog udgangspunkt i meningsløsheden, har L.O.C. på Prestige, Paranoia, Persona Vol. 1 valgt at fokusere på det umiddelbare "med alt hvad det så ellers fører med sig af storhedsvanvid, paranoia og selvfedme".
"Noget dumt" blev udgivet som albummets første og eneste single den. 20. februar 2012, og omhandler ifølge L.O.C. "det selvforherligende og umiddelbare univers jeg altid har elsket ved rap. Min musik og tekster har altid fungeret som en løbende biografi, og på "Noget Dumt" befinder man sig i en af de opadgående kurver, midt i det maniodepressive kapitel 6." Singlen opnåede en tredjeplads på download-hitlisten, og modtog guld for 15.000 downloads og dobbelt-platin for at være streamet 3,6 millioner gange.
På trods af at Prestige, Paranoia, Persona Vol. 1 var tilgængeligt gratis i en periode, blev albummet købt af 546 personer i samme uge albummet blev udgivet mod betaling på download-tjenester. Albummet lå på en 88. plads over de mest solgte album 2012.

## Spor
Alt tekst skrevet af Liam O'Connor, undtagen "Jeg er Judas" skrevet af Liam O'Connor og Jesper Dahl, og "Jetlag" skrevet af Liam O'Connor, Ausamah Saeed og William L. Calhoun, Jr.. 
| #  | Titel                                         | Producer(e)          | Længde |
| -- | --------------------------------------------- | -------------------- | ------ |
| 1. | "Martyrium"                                   | Es                   | 4:05   |
| 2. | "SGMD"                                        | Es                   | 5:05   |
| 3. | "Ode til kvinde"                              | Michel Svane, Es*    | 3:31   |
| 4. | "Noget dumt"                                  | Flawless Tracks, Es* | 3:01   |
| 5. | "Under nul"                                   | Es                   | 3:33   |
| 6. | "Jeg er Judas" (featuring Gigolo Jesus)       | Es                   | 4:30   |
| 7. | "Skyd mig ned" (featuring Pernille Vallentin) | Es                   | 3:39   |
| 8. | "Jetlag" (featuring U$O & WC)                 | Yung Exclusive, Es*  | 4:56   |
| 9. | "SGMD" (Es, Drugs and Rock'n'roll version)    | Es                   | 4:06   |

| 10. | "Noget dumt" (Rock Remix)        | Michel Svane         | 3:21 |
| 11. | "Noget dumt" (French 80's Remix) | Es vs. Spitzenklasse | 4:32 |

Noter
- (*) angiver co-producer.